# Lori Vanadzor
FK Lori är en fotbollsklubb från Vanadzor, Armenien. 

## Placering tidigare säsonger
| Säsong    | Nivå | Liga           | Placering | Referens |
| --------- | ---- | -------------- | --------- | -------- |
| 2017/2018 | 2    | 1. liga        | 1         | [ 1 ]    |
| 2018/2019 | 1    | Premier League | 5         | [ 2 ]    |
| 2019/2020 | 1    | Premier League | 5         | [ 3 ]    |
| 2020/2021 | 1    | Premier League | 8         | [ 4 ]    |